# Dênis Marques
Denis Marques (Maceió, 22 februari 1981) is een Braziliaans voetballer.

## Carrière
Denis Marques speelde tussen 2002 en 2010 voor Mogi Mirim, Al-Kuwait, Atlético Paranaense, Omiya Ardija en Flamengo. Hij tekende in 2012 bij Santa Cruz.